# 西田政史
西田 政史（にしだ まさし、1962年- ）は、日本の歌人。

## 人物
岐阜県美濃加茂市出身。愛知県名古屋市在住。愛知県立大学外国語学部英米語学科を卒業。大学在学中に同級生の荻原裕幸と出会ったことで短歌を始める。歌誌『玲瓏』にて塚本邦雄に師事。1990年に「ようこそ！猫の星へ」で第33回短歌研究新人賞を受賞。1993年に第一歌集『ストロベリー・カレンダー』を刊行。
穂村弘、加藤治郎、荻原裕幸らとともに90年代前半の「ニューウェーブ短歌」の一翼を担った。第一歌集以降「自分の歌に手応えが感じられなくなった」という理由から2000年をもって作歌を休止したが、穂村弘の『短歌の友人』や加藤治郎の『短歌のドア』を読んだことで2013年に作歌を再開した。

## 著作
- 第一歌集『ストロベリー・カレンダー』（書肆季節社、1993年）
- 第二歌集『スウィート・ホーム』（書肆侃侃房、2017年）